# Ephedra oxyphylla
Ephedra oxyphylla — вид гнетоподібних з родини ефедрових (Ephedraceae). Місцем проживання цього виду є сх. Афганістан.